# 圣佩德比戈尔
圣佩德比戈尔（法語：Saint-Pé-de-Bigorre，法語發音：[sɛ̃ pe də biɡɔʁ]，意为“比戈尔的圣佩”）是法国上比利牛斯省的一个市镇，位于该省西部，属于阿热莱斯加佐斯特区。

## 地理
圣佩德比戈尔（43°6'7"N, 0°9'33"W）面积43.44 平方千米，位于法国奧克西塔尼大區上比利牛斯省，该省份为法国西南部内陆省份，北至热尔省，西接大西洋比利牛斯省，南与西班牙接壤，东临上加龙省。
与圣佩德比戈尔接壤的市镇（或旧市镇、城区）包括：蒙托、阿松、莱斯泰勒贝塔拉姆、盧爾德、奥梅克斯、佩鲁斯、萨勒、塞居斯。
圣佩德比戈尔的时区为UTC+01:00、UTC+02:00（夏令时）。

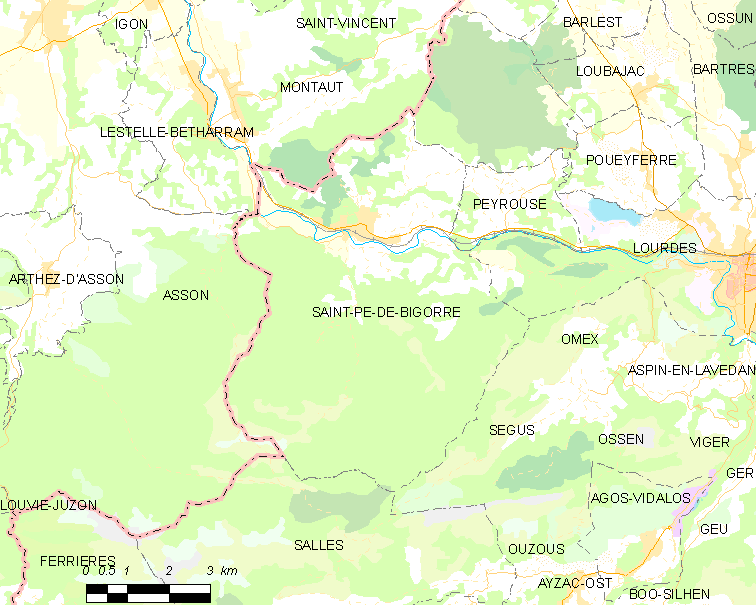
圣佩德比戈尔的OSM定位图

## 行政
圣佩德比戈尔的邮政编码为65270，INSEE市镇编码为65395。

## 政治
圣佩德比戈尔所属的省级选区为卢尔德第一县。

## 人口

1962-2008年间圣佩德比戈尔人口变化图示

圣佩德比戈尔于2022年1月1日时的人口数量为1150人。